# 598 (numero)
Cinquecentonovantotto è il numero naturale dopo il 597 e prima del 599.

## Proprietà matematiche
- È un numero pari.
- È un numero composto, con i seguenti 8 divisori: 1, 2, 13, 23, 26, 46, 299, 598. Poiché la somma dei suoi divisori (escluso il numero stesso) è 410 < 598, è un numero difettivo.
- È un numero sfenico.
- È un numero palindromo nel sistema di numerazione posizionale a base 4 (21112) e in quello a base 11 (4A4).
- È un numero congruente.
- È parte delle terne pitagoriche (230, 552, 598), (360, 598, 698), (598, 3864, 3910), (598, 6864, 6890), (598, 89400, 89402).

## Astronomia
- 598 Octavia è un asteroide della fascia principale del sistema solare.
- NGC 598 è un galassia spirale della costellazione del Triangolo.

## Astronautica
- Cosmos 598 è un satellite artificiale russo.